# Sjukvårdsdistrikt

Sjukvårdsdistrikten i Finland: Färgerna visar vilket specialupptagningsområde som distriktet hör till. Universitetssjukhusen är markerade med vita kors och centralsjukhusen med svarta.

Sjukvårdsdistrikt (finska Sairaanhoitopiiri) var fram till 2022 en regional indelning i fasta Finland som användes i samband med specialsjukvårdstjänster. Sjukvårdsdistriktena var organiserade i form av samkommuner. Från och med 1 januari 2023 har sjukvårdsdistriktens uppgifter tagits över av de 21 välfärdsområden som etablerats till följd av Social- och hälsovårdsreformen i Finland.
Det fanns totalt 20 sjukvårdsdistrikt i Finland. Deras gränser följde landskapsgränserna med några undantag, i varje distrikt fanns ett centralsjukhus. För mera krävande sjukvård var distrikten indelade i fem specialansvarsområden kopplade till något av landets fem universitetssjukhus.
|     | Sjukvårdsdistrikt                         | Motsvarande landskap (inexakt) | Universitetssjukhus                             |
| --- | ----------------------------------------- | ------------------------------ | ----------------------------------------------- |
| HUS | Helsingfors och Nylands sjukvårdsdistrikt | Nyland                         | Helsingforsregionens universitetscentralsjukhus |
| VS  | Egentliga Finlands sjukvårdsdistrikt      | Egentliga Finland              | Åbo universitetscentralsjukhus                  |
| S   | Satakunta sjukvårdsdistrikt               | Satakunta                      | Åbo universitetscentralsjukhus                  |
| KH  | Centrala Tavastlands sjukvårdsdistrikt    | Egentliga Tavastland           | Tammerfors universitetssjukhus                  |
| P   | Birkalands sjukvårdsdistrikt              | Birkaland                      | Tammerfors universitetssjukhus                  |
| PH  | Päijät-Häme sjukvårdsdistrikt             | Päijänne-Tavastland            | Helsingforsregionens universitetscentralsjukhus |
| KYM | Kymmenedalens sjukvårdsdistrikt           | Kymmenedalen                   | Helsingforsregionens universitetscentralsjukhus |
| EK  | Södra Karelens sjukvårdsdistrikt          | Södra Karelen                  | Helsingforsregionens universitetscentralsjukhus |
| ES  | Södra Savolax sjukvårdsdistrikt           | Södra Savolax, västra delen    | Kuopio universitetssjukhus                      |
| IS  | Östra Savolax sjukvårdsdistrikt           | Södra Savolax, östra delen     | Kuopio universitetssjukhus                      |
| PK  | Norra Karelens sjukvårdsdistrikt          | Norra Karelen                  | Kuopio universitetssjukhus                      |
| PS  | Norra Savolax sjukvårdsdistrikt           | Norra Savolax                  | Kuopio universitetssjukhus                      |
| KS  | Mellersta Finlands sjukvårdsdistrikt      | Mellersta Finland              | Kuopio universitetssjukhus                      |
| EP  | Syd-Österbottens sjukvårdsdistrikt        | Södra Österbotten              | Tammerfors universitetssjukhus                  |
| V   | Vasa sjukvårdsdistrikt                    | Österbotten                    | Åbo universitetscentralsjukhus                  |
| KP  | Mellersta Österbottens sjukvårdsdistrikt  | Mellersta Österbotten          | Uleåborgs universitetssjukhus                   |
| PP  | Norra Österbottens sjukvårdsdistrikt      | Norra Österbotten              | Uleåborgs universitetssjukhus                   |
| KAI | Kajanalands sjukvårdsdistrikt             | Kajanaland                     | Uleåborgs universitetssjukhus                   |
| LP  | Länsi-Pohja sjukvårdsdistrikt             | Sydvästra delen av Lappland    | Uleåborgs universitetssjukhus                   |
| L   | Lapplands sjukvårdsdistrikt               | Resten av Lappland             | Uleåborgs universitetssjukhus                   |

Ålands hälso- och sjukvård (ÅHS) regleras enligt Självstyrelselagen av Landskapet Åland och har avtal med Åbo universitetscentralsjukhus.[källa behövs]